# Ixtlahuacán (Colima)
Ixtlahuacán es una localidad situada en el estado mexicano de Colima. Es la cabecera y mayor localidad del municipio de Ixtlahuacán. De acuerdo con el censo del año 2020, tiene 2985 habitantes.

## Geografía

### Ubicación
Ixtlahuacán se localiza en el sureste del estado de Colima, en las coordenadas 19°00′06″N 103°44′11″O / 19.00167, -103.73639, está a una altura media de 167 metros sobre el nivel del mar.

### Clima
Al igual que gran parte del estado de Colima, Ixtlahuacán tiene un clima cálido subhúmedo con lluvias en verano. Tiene una temperatura media anual de 26.1 °C y una precipitación media anual de 850.3 milímetros cúbicos.
| Parámetros climáticos promedio de Ixtlahuacán, Colima (1951-2010) | Parámetros climáticos promedio de Ixtlahuacán, Colima (1951-2010) | Parámetros climáticos promedio de Ixtlahuacán, Colima (1951-2010) | Parámetros climáticos promedio de Ixtlahuacán, Colima (1951-2010) | Parámetros climáticos promedio de Ixtlahuacán, Colima (1951-2010) | Parámetros climáticos promedio de Ixtlahuacán, Colima (1951-2010) | Parámetros climáticos promedio de Ixtlahuacán, Colima (1951-2010) | Parámetros climáticos promedio de Ixtlahuacán, Colima (1951-2010) | Parámetros climáticos promedio de Ixtlahuacán, Colima (1951-2010) | Parámetros climáticos promedio de Ixtlahuacán, Colima (1951-2010) | Parámetros climáticos promedio de Ixtlahuacán, Colima (1951-2010) | Parámetros climáticos promedio de Ixtlahuacán, Colima (1951-2010) | Parámetros climáticos promedio de Ixtlahuacán, Colima (1951-2010) | Parámetros climáticos promedio de Ixtlahuacán, Colima (1951-2010) |
| Mes                                                               | Ene.                                                              | Feb.                                                              | Mar.                                                              | Abr.                                                              | May.                                                              | Jun.                                                              | Jul.                                                              | Ago.                                                              | Sep.                                                              | Oct.                                                              | Nov.                                                              | Dic.                                                              | Anual                                                             |
| ----------------------------------------------------------------- | ----------------------------------------------------------------- | ----------------------------------------------------------------- | ----------------------------------------------------------------- | ----------------------------------------------------------------- | ----------------------------------------------------------------- | ----------------------------------------------------------------- | ----------------------------------------------------------------- | ----------------------------------------------------------------- | ----------------------------------------------------------------- | ----------------------------------------------------------------- | ----------------------------------------------------------------- | ----------------------------------------------------------------- | ----------------------------------------------------------------- |
| Temp. máx. abs. (°C)                                              | 39.0                                                              | 37.0                                                              | 38.0                                                              | 38.0                                                              | 39.0                                                              | 38.0                                                              | 39.0                                                              | 40.0                                                              | 38.0                                                              | 44.0                                                              | 38.0                                                              | 39.0                                                              | 44.0                                                              |
| Temp. máx. media (°C)                                             | 32.2                                                              | 32.4                                                              | 32.7                                                              | 33.4                                                              | 33.7                                                              | 33.7                                                              | 33.5                                                              | 33.2                                                              | 32.5                                                              | 33.2                                                              | 32.9                                                              | 32.6                                                              | 33.0                                                              |
| Temp. media (°C)                                                  | 24.1                                                              | 23.9                                                              | 24.3                                                              | 25.4                                                              | 26.5                                                              | 27.9                                                              | 27.8                                                              | 27.6                                                              | 27.2                                                              | 27.2                                                              | 26.1                                                              | 25.1                                                              | 26.1                                                              |
| Temp. mín. media (°C)                                             | 16.1                                                              | 15.4                                                              | 16.0                                                              | 17.4                                                              | 19.3                                                              | 22.2                                                              | 22.0                                                              | 21.9                                                              | 22.0                                                              | 21.3                                                              | 19.4                                                              | 17.5                                                              | 19.2                                                              |
| Temp. mín. abs. (°C)                                              | 9.0                                                               | 9.5                                                               | 9.5                                                               | 10.0                                                              | 11.0                                                              | 17.0                                                              | 18.0                                                              | 13.0                                                              | 16.5                                                              | 15.0                                                              | 12.0                                                              | 10.0                                                              | 9.0                                                               |
| Precipitación total (mm)                                          | 16.8                                                              | 1.5                                                               | 0.1                                                               | 4.8                                                               | 18.1                                                              | 114.4                                                             | 183.7                                                             | 186.7                                                             | 198.1                                                             | 90.8                                                              | 24.7                                                              | 10.6                                                              | 850.3                                                             |
| Días de precipitaciones (≥ 1 mm)                                  | 0.8                                                               | 0.2                                                               | 0.0                                                               | 0.1                                                               | 0.6                                                               | 7.3                                                               | 12.9                                                              | 12.6                                                              | 12.5                                                              | 5.2                                                               | 1.0                                                               | 0.8                                                               | 54.0                                                              |
| Fuente: Servicio Meteorológico Nacional                           |                                                                   |                                                                   |                                                                   |                                                                   |                                                                   |                                                                   |                                                                   |                                                                   |                                                                   |                                                                   |                                                                   |                                                                   |                                                                   |

## Demografía
En Ixtlahuacán hay alrededor de 2,985 habitantes de los cuales 1,485 son mujeres y 1,500 son hombres. El grado promedio de escolaridad es de 9.15 años.
| Gráfica de evolución de Ixtlahuacán entre 2005 y 2020 |
|                                                       |
| Fuente: Instituto Nacional de Estadística y Geografía |